# بخش کالجویل، مینه سوتا
بخش کالجویل (به انگلیسی: Collegeville Township) یک منطقهٔ مسکونی در ایالات متحده آمریکا است که در شهرستان استیرنز، مینه‌سوتا واقع شده‌است.
 بخش کالجویل ۹۰٫۹ کیلومتر مربع مساحت و ۳٬۳۴۳ نفر جمعیت دارد و ۳۵۷ متر بالاتر از سطح دریا واقع شده‌است.